# Hackenköpfe
Hackenköpfe – szczyt w pasmie Kaisergebirge, części Północnych Alp Wapiennych. Leży w Austrii w kraju związkowym Tyrol. Sąsiaduje z Scheffauer oraz z Treffauer i Sonneck.